# Langues du Pacifique central
Les langues du Pacifique central sont un groupe attesté de langues océaniennes, également appelées fidjiennes-polynésiennes. Plus précisément, elles font partie de la branche des langues océaniennes centrales et orientales.
L'analyse de la base de données Austronesian Basic Vocabulary Database (2008) donne une parfaite unité des langues du Pacifique central, avec une première subdivision avec la langue de Bau (fidjien oriental), plus une subdivision secondaire avec les langues fidjiennes occidentales et rotumanne et l'ensemble unitaire des langues polynésiennes. Ceci contredit la classification traditionnelle des langues fidjiennes orientales qui seraient les plus proches des polynésiennes.
La même analyse démontre une parenté avec les langues micronésiennes à hauteur de 70 %.